# Josep Maria Millàs-Raurell
Josep Maria Millàs-Raurell (Barcelona, 1896-Barcelona, 1971) fue un escritor, traductor y dramaturgo español en lengua catalana. Viajó por Europa con Carles Riba. Fue alto funcionario de la mancomunitat catalana y, ya durante la Segunda República Española, de la Generalidad de Cataluña. Desde el final de la guerra civil española (1939) y durante todo el franquismo se mantuvo alejado de la actividad literaria. 
Está vinculado generacional, estética e intelectualmente con el noucentisme.
Comenzó su obra como poeta: Primers poemes (1918), Trenta poemes (1919), y Tercer llibre de poemes (1922); pero destacó sobre todo como dramaturgo a partir de obtener el premio de la Escola Catalana d'Art Dramàtic de 1919 con Les flames. También publicó novelas: La caravana (1928), Entre els isards i la boira (1929) y Tela de somnis (1930). Fue colaborador asiduo en el periódico La Veu de Catalunya.

## Obra dramática
- Les flames (1919)
- L'orb (1921)
- La vida se'n va, estrenada en el Teatro Romea el 16 de junio de 1921.
- Fanny i els seus criats, original de Jerôme H. Jerôme. Traducción de Millàs-Raurell. Estrenada en el teatro Romea el 27 de noviembre de 1922.
- Els germans Karamàzov, original de Fiodor Dostoievski, adaptación de Jacques Copeau y traducción de Millàs-Raurell. Estrenada en el teatro Romea el 10 de marzo de 1923.
- Em caso per no casar-me, original de Luigi Pirandello, traducción de Millàs-Raurell. Estrenada en el teatro Romea el 18 de febrero de 1924.
- Anna Christie, original de Eugene O'Neill, traducción de Millàs-Raurell. Estrenada en el teatro Romea el 17 de mayo de 1924.
- La llotja (1928)
- Els fills (1928)
- La sorpresa d'Eva, estrenada en el teatro Romea el 8 de enero de 1930.
- La mare d'Hamlet (1931)
- Apte per a senyores (1932)
- Fruita verda (1935)